# Tetraleurodes ursorum
Tetraleurodes ursorum és un hemípter del gènere Tetraleurodes de la família dels Aleiròdids. L'espècie va ser descrita científicament per primera vegada per Cockerel el 1910 sota el nom d'aleyrodes ursorum i posteriorment per Quaintance i Baker amb el nom actual el 1914.
L'espècie és considerada una plaga pels cultius de cítrics als Estats Units i Mèxic.

## Morfologia

### Nimfa
La nimfa de T. ursorum és de color negre, ovalada, de 600 micròmetres de llarg i cinc-cents d'ample.

### Adult
Un exemplar adult fa poc més d'un mil·límetre de llargada, la part superior és de color negre, amb els costats i base de color blanc. L'abdomen i la base de les ales són de tonalitat groguenca. Els ulls són de color negre.